# Fogs test
Fogs test är ett medicinskt test för att kontrollera rörelseförmåga där man testar en persons genom att låta denne gå på yttre fotränderna (yttersidan av foten) eller hälarna. Testet utförs vanligen vid 5½ års-kontroll på BVC. Testet är positivt (onormalt) om man vid gång på ytterdelen på foten får medrörelser mer än 90 grader i armbågsleden, samtidiga munrörelser och uttalad sidoasymmetri.
Barn med fördröjning eller sjukdom i koordinationsutvecklingen kan ha ett positivt test.
Testet uppfanns av den danska specialistläkaren i pediatrik Elin Fog (1903—1989) som var först med att observera detta fenomen med medrörlighet i armar.